# Estadio Corona (1970)
Pour l’article homonyme, voir Estadio Corona.
L'Estadio Corona, dont le nom provient de la marque de bière Corona, est un stade de football situé dans la ville de Torreón dans l'État de Coahuila au Mexique.
Il a une capacité de Modèle:Fnombre. C'est le domicile du club Santos Laguna. 

## Histoire
De son ouverture en 1970 jusqu'en 1986, le stade était connu sous le nom d'Estadio Moctezuma. Le stade n'a accueilli aucun match des Coupes du monde de 1970 ou 1986, mais quelques matchs de la Copa Libertadores de 2004 y ont été joués.